# ENCHANT ARM
『ENCHANT ARM』（エンチャントアーム）は、2007年1月25日に発売されたPlayStation 3用ファンタジーRPG。2006年1月12日に発売されたXbox 360用ゲーム『【eM】-eNCHANT arM-』の移植版で、新イベントや新ゴーレム等の要素が追加されている。なお、オリジナル版はXbox 360で最初に発売されたRPGタイトルで、当初はローンチタイトルとして開発されていた。

## 概要
エンチャントとは、物質にエーテルという力を付加し武器やゴーレムなど、さまざまなものを生み出す論理魔導科学。主人公（アツマ）は、エンチャント総合大学に通う学生。アツマは右腕に物質に付加されたエンチャントを無効化してしまう特殊な能力を持っているが使用したのは過去に一度だけだった。ある日、大地震が起こり暴走を始めたゴーレムに使用してしまう。
本作のテーマは、主人公（アツマ）が仲間と共に冒険を繰り広げながら、友情・絆を得ることを主としている。

## スタッフ
- プロデューサー：竹内将典
- X360版イメージソング：「Reborn」
  - 歌：舞
  - 作詞：舞
  - 作曲：SiZK
  - レーベル：rhythm zone

- PS3版イメージソング：「Here by my side (original)」
  - 歌：mink
  - 作詞：Vincent Degiorgio・Johan Röhr
  - 作曲：Vincent Degiorgio・Johan Röhr
  - レーベル：rhythm zone